# Magurka Radziechowska
Magurka Radziechowska (1108 m n.p.m.) – niewybitny szczyt w Beskidzie Śląskim, w ramieniu górskim odchodzącym od Magurki Wiślańskiej na wschód, nad dolinę Soły. Jest ważnym zwornikiem: od grzbietu opadającego ku Glinnemu odgałęzia się tu w kierunku północnym grzbiet ze szczytami Muronka i Ostre. Magurka Radziechowska wznosi się nad dolinami trzech potoków: Leśnianka, Twardorzeczka i Bystra. Przez grzbiet Magurki przebiega granica między wsiami Lipowa i Radziechowy w województwie śląskim, w powiecie żywieckim.
Wierzchołek pierwotnie porośnięty litymi świerczynami. Od lat 90. XX w. lasy pocięte licznymi wyrębami. W 2015 r. praktycznie całe stoki zostały wylesione. Na grzbiecie łączącym Magurkę Radziechowską z Magurką Wiślańską znajdują się liczne drobne wychodnie skalne Największa z nich, znajdująca się tuż przy szlaku turystycznym, nadaje się do uprawiania boulderingu. Interesujące formacje skalne położone są również na południowych stokach tej góry. Grzbiet opadający od szczytu Magurki Radziechowskiej na wschód ku Glinnemu pokrywa rozległy ciąg polan, zwanych wspólnie Halą Radziechowską.
Na dawniejszych mapach (z połowy XX w.) szczyt zwany był czasem również „Magurką Górką”, na mapie Geoportalu jest opisany jako Magurka. Z rzadkich w Polsce roślin na stokach Magurki Radziechowskiej występuje wierzbownica zwieszona.
Przez Magurkę Radziechowską przebiega czerwony Główny Szlak Beskidzki.

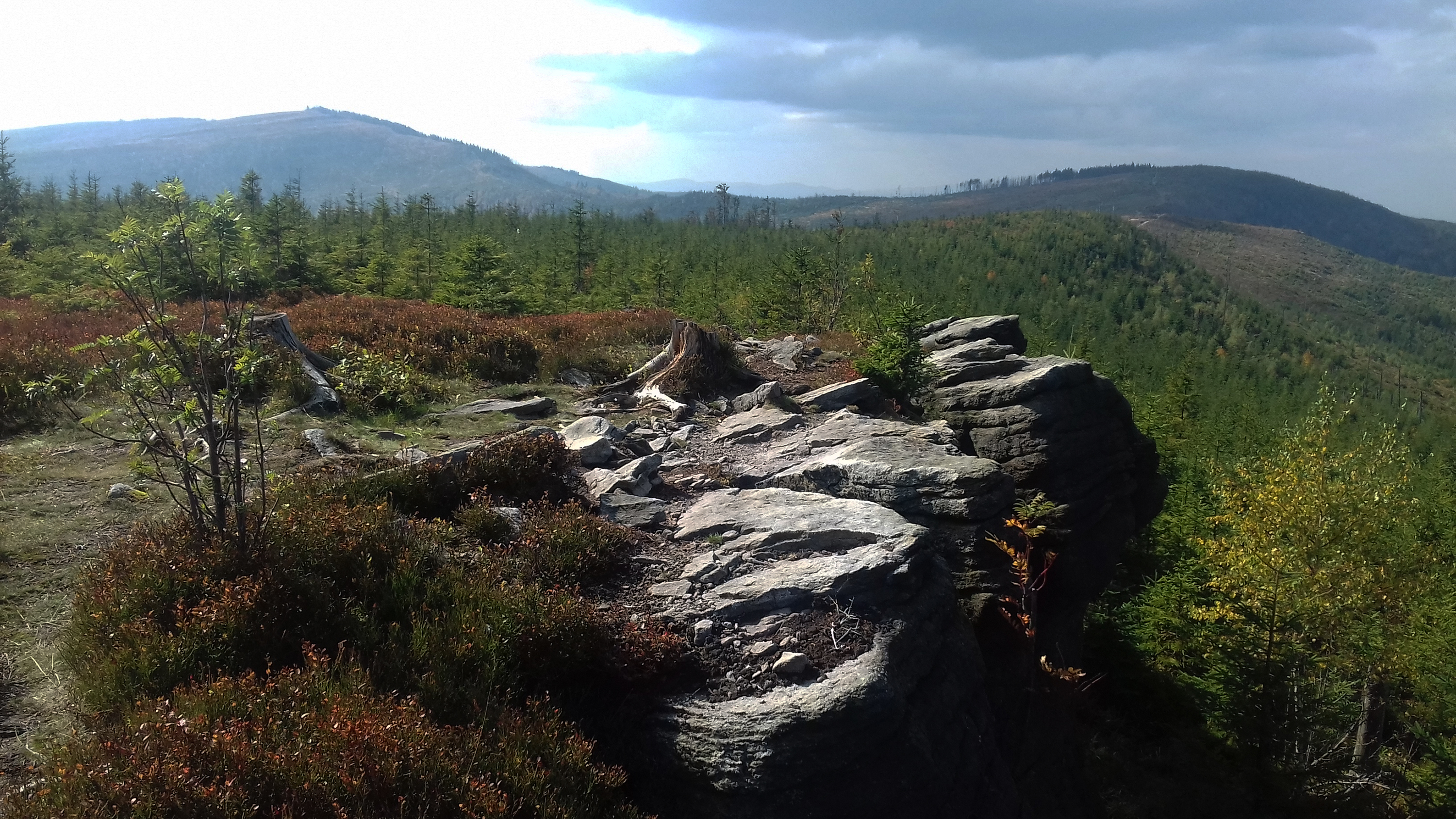
widok ze szczytu
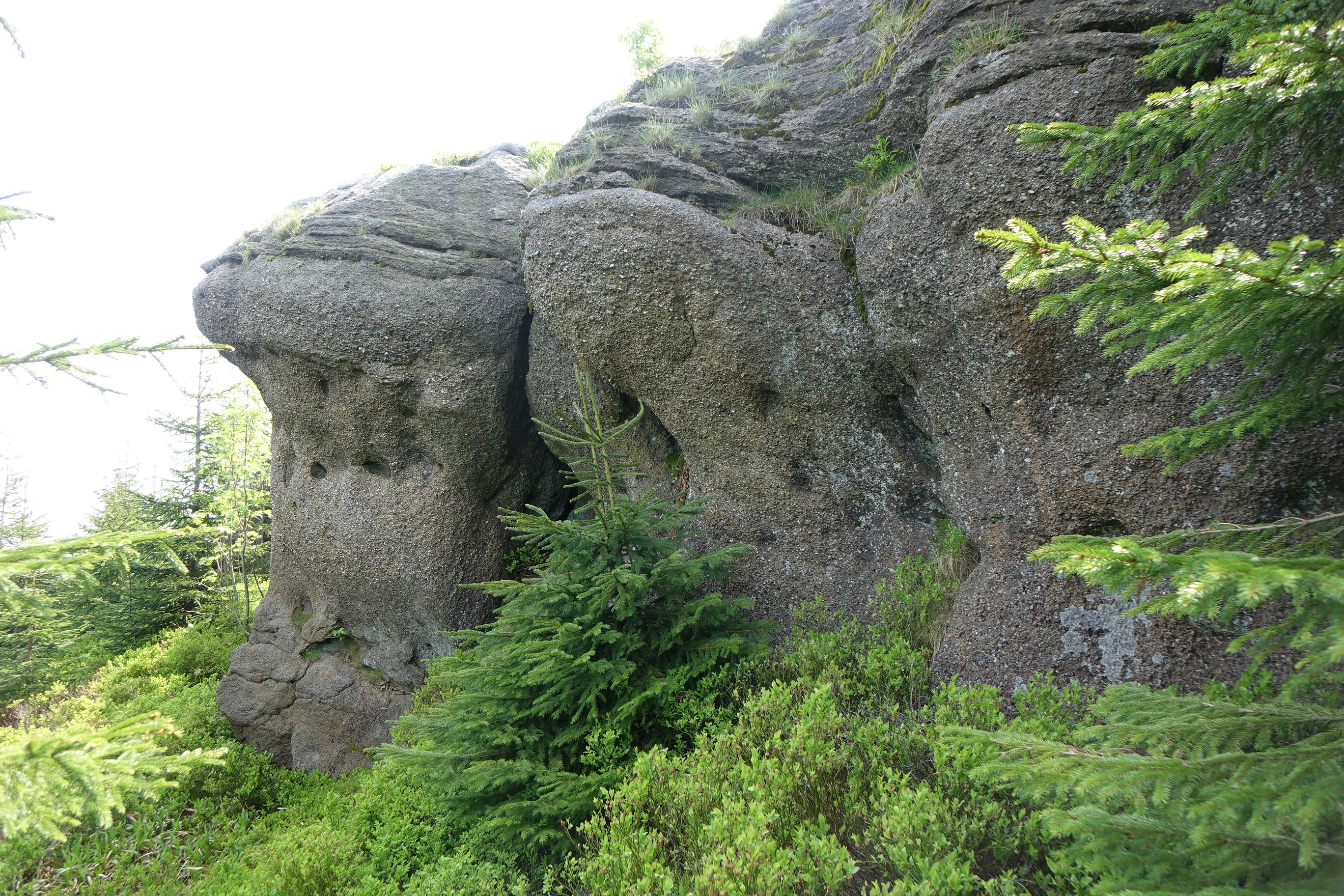
Skały na szczycie
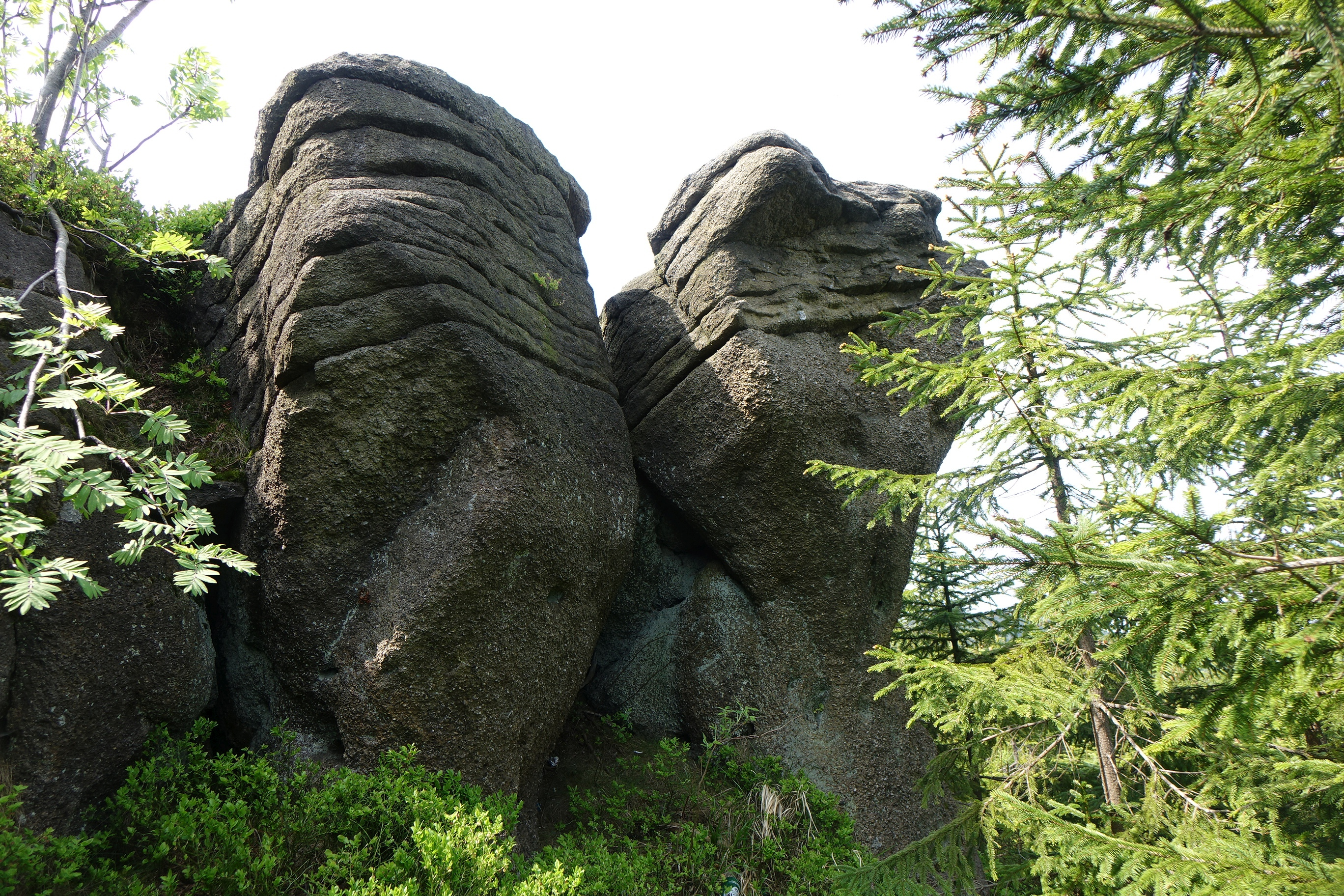
Skały na szczycie
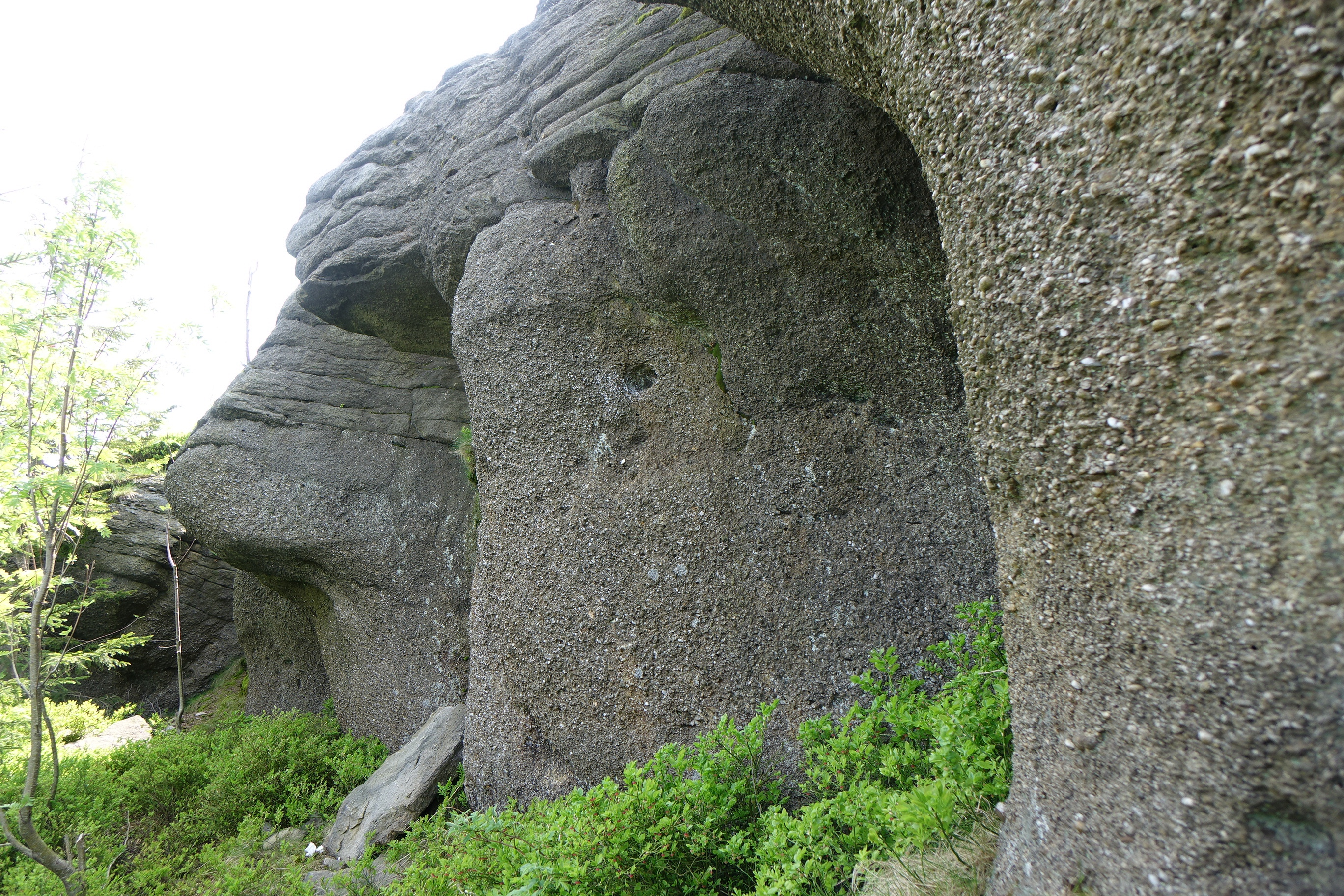
Skały na szczycie
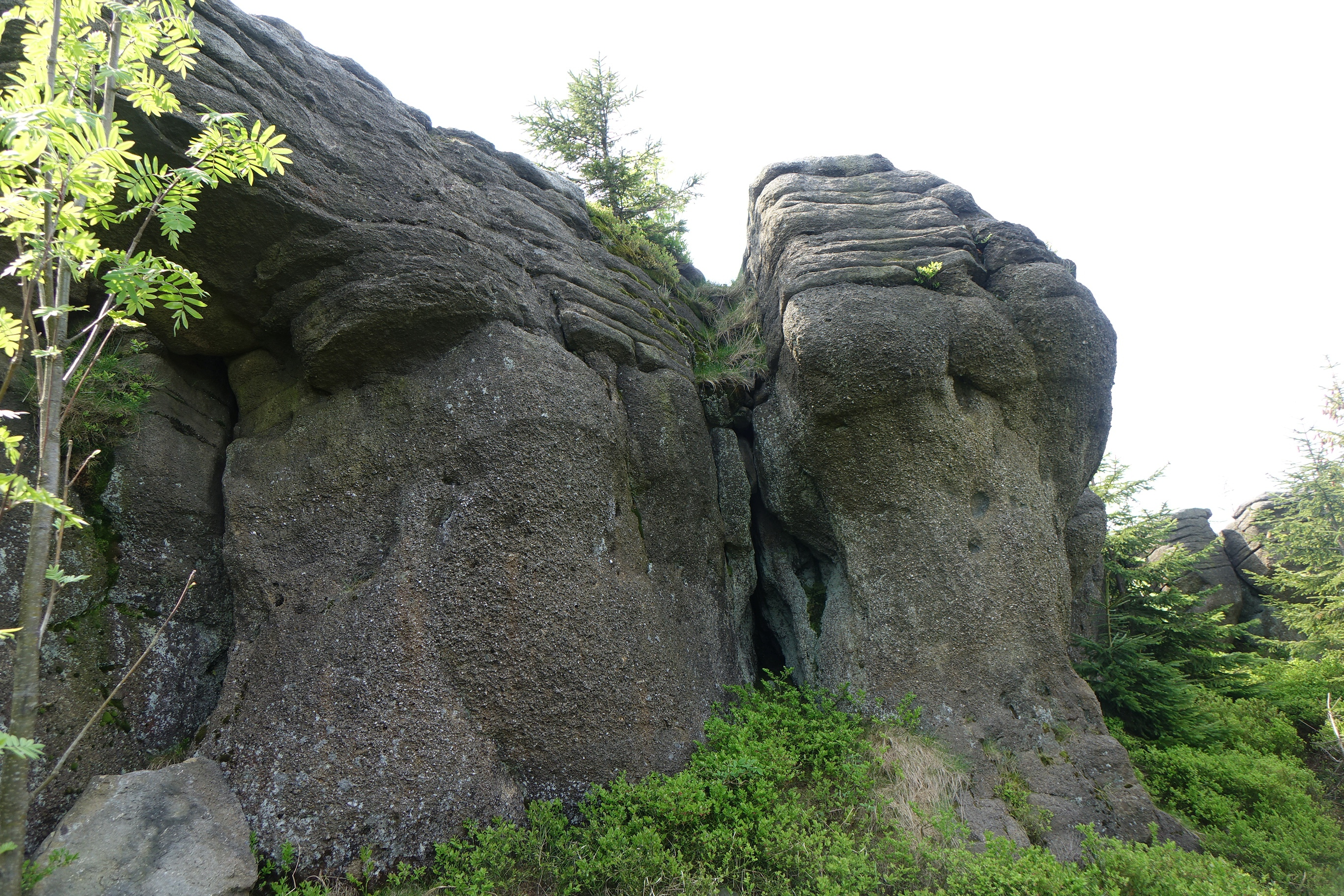
Skały na szczycie
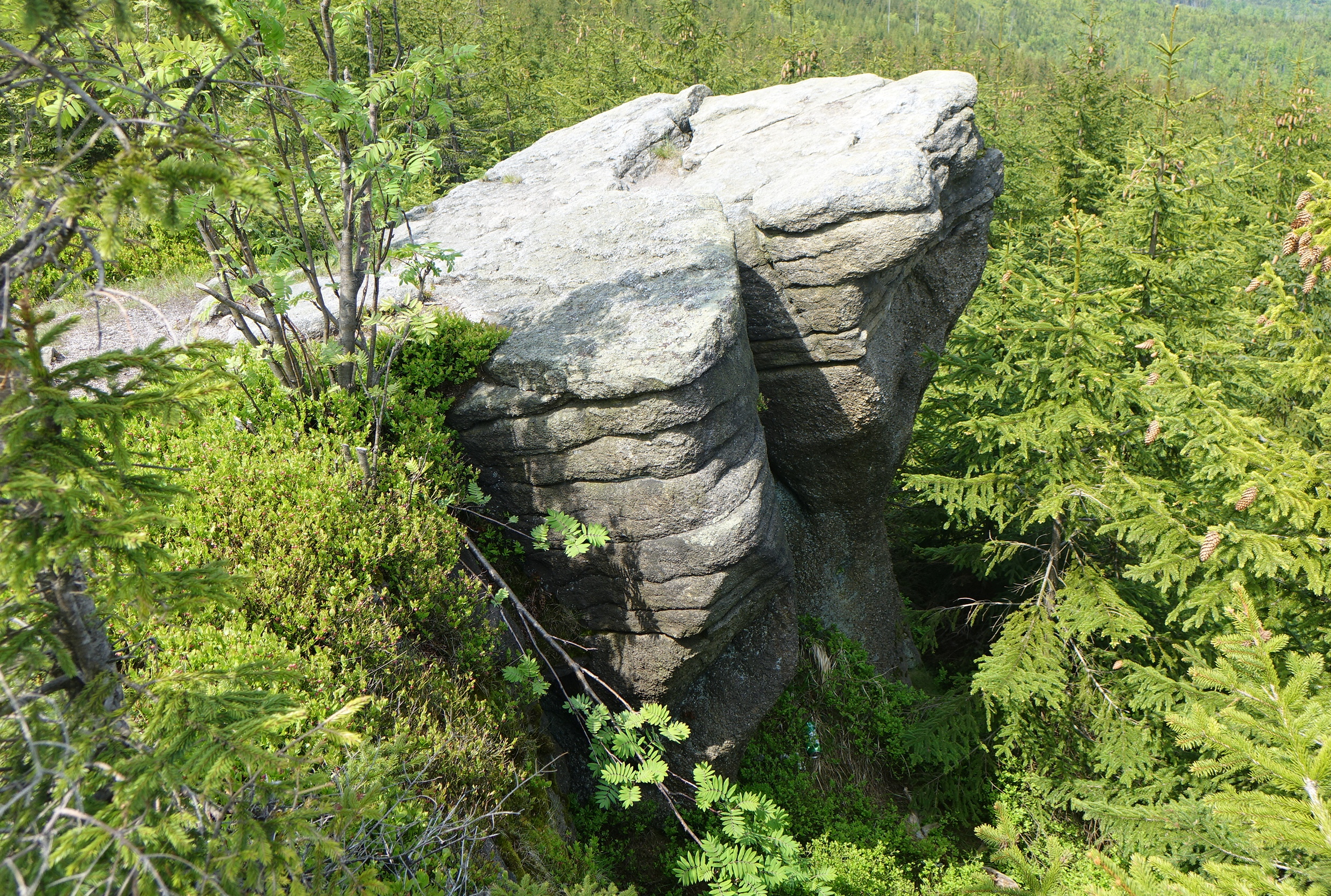
Skały na szczycie
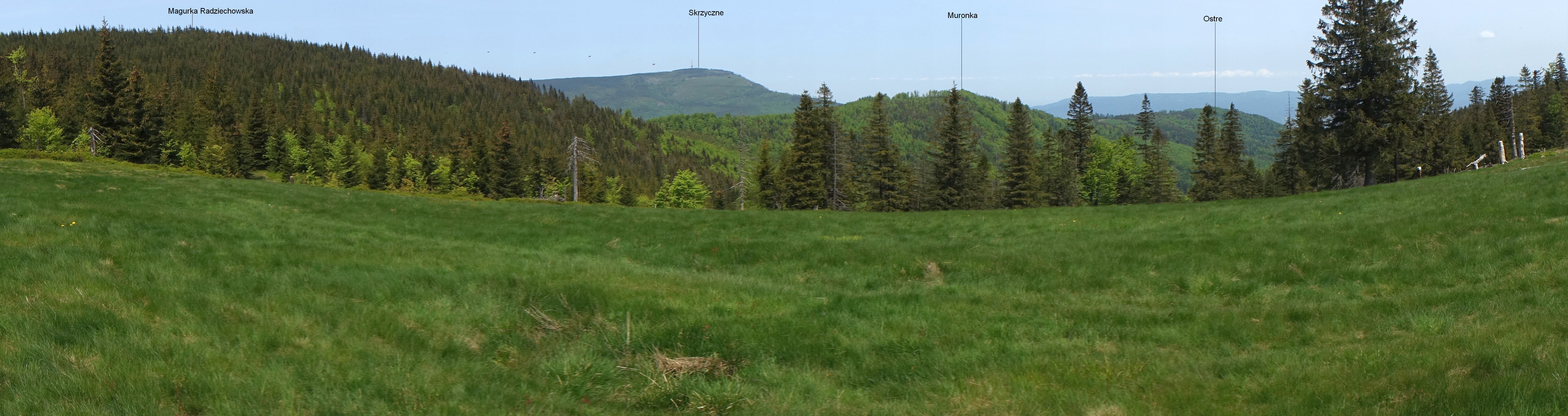
Widok z Hali Radziechowskiej

## Szlaki turystyczne
z Węgierskiej Górki przez Glinne – 1:30 h, z powrotem 1:05 h;
 z Baraniej Góry przez Magurkę Wiślańską – 2:20 h, z powrotem 3:10 h;
  z Radziechów przez Halę Radziechowską – 2:40 h, z powrotem 1:55 h;
  ze Skrzycznego przez Malinowską Skałę i Magurkę Wiślańską – 3:20 h, z powrotem 3:10 h;
 z Ostrego przez szczyt Ostre i Muronkę – 2:15 h, z powrotem 1:40 h.